# Кингсбери, Кларенс
Кларенс Бриквуд Кингсбери (англ. Clarence Brickwood Kingsbury; 3 ноября 1882, Портсмут — 4 марта 1949, Портсмут) — британский велогонщик, двукратный чемпион летних Олимпийских игр 1908.
На Играх 1908 в Лондоне Кингсбери соревновался в пяти дисциплинах. Он стал чемпионом в командной гонке преследования и заезде на 20 км. Также он стал пятым на дистанции 5000 м, дошёл до финала спринта, однако заезд был отменён из-за превышения лимита времени, и остановился на полуфинале гонки на 660 ярдов.